# Copa Panamericana de Voleibol Masculino Sub-23 de 2012
La I Copa Panamericana de Voleibol Masculino Sub-23 se celebró del 25 al 30 de septiembre de 2012 en Canadá. El torneo contó con la participación de tres selecciones nacionales de la NORCECA y dos de la CSV.
La copa la ganó Brasil al ganarle en la final a Argentina por 3-0 logrando así su primer título.

## Equipos participantes
- Argentina
- Brasil
- Canadá
- República Dominicana
- México

## Primera Fase

### Grupo único
– Clasificados a la final.
     – Juegan el partido por el tercer puesto.
     – Quinto puesto.

## Segunda Fase

### Final 1 al 4 Puesto
| Fase          | Fecha            | Encuentro                     | Resultado | Set   | Set   | Set   | Set | Set | Puntuación total | Tiempo | Reporte |
| Fase          | Fecha            | Encuentro                     | Resultado | 1     | 2     | 3     | 4   | 5   | Puntuación total | Tiempo | Reporte |
| ------------- | ---------------- | ----------------------------- | --------- | ----- | ----- | ----- | --- | --- | ---------------- | ------ | ------- |
| Tercer Puesto | 30 de septiembre | Canadá - República Dominicana | 0 - 3     | 23:25 | 15:25 | 23:25 |     |     | 61 - 75          |        |         |
| Final         | 30 de septiembre | Brasil - Argentina            | 3 - 0     | 25:18 | 25:13 | 25:18 |     |     | 75 - 49          |        |         |

## Campeón
| Brasil           |
| Campeón          |
| Brasil 1° título |

## Clasificación general
| Pos | Equipo               |
| --- | -------------------- |
| 1   | Brasil               |
| 2   | Argentina            |
| 3   | República Dominicana |
| 4   | Canadá               |
| 5   | México               |